# Rueland Frueauf il Giovane
Rueland Frueauf il Giovane (1470? – Passavia, 1545?) è stato un pittore tedesco.

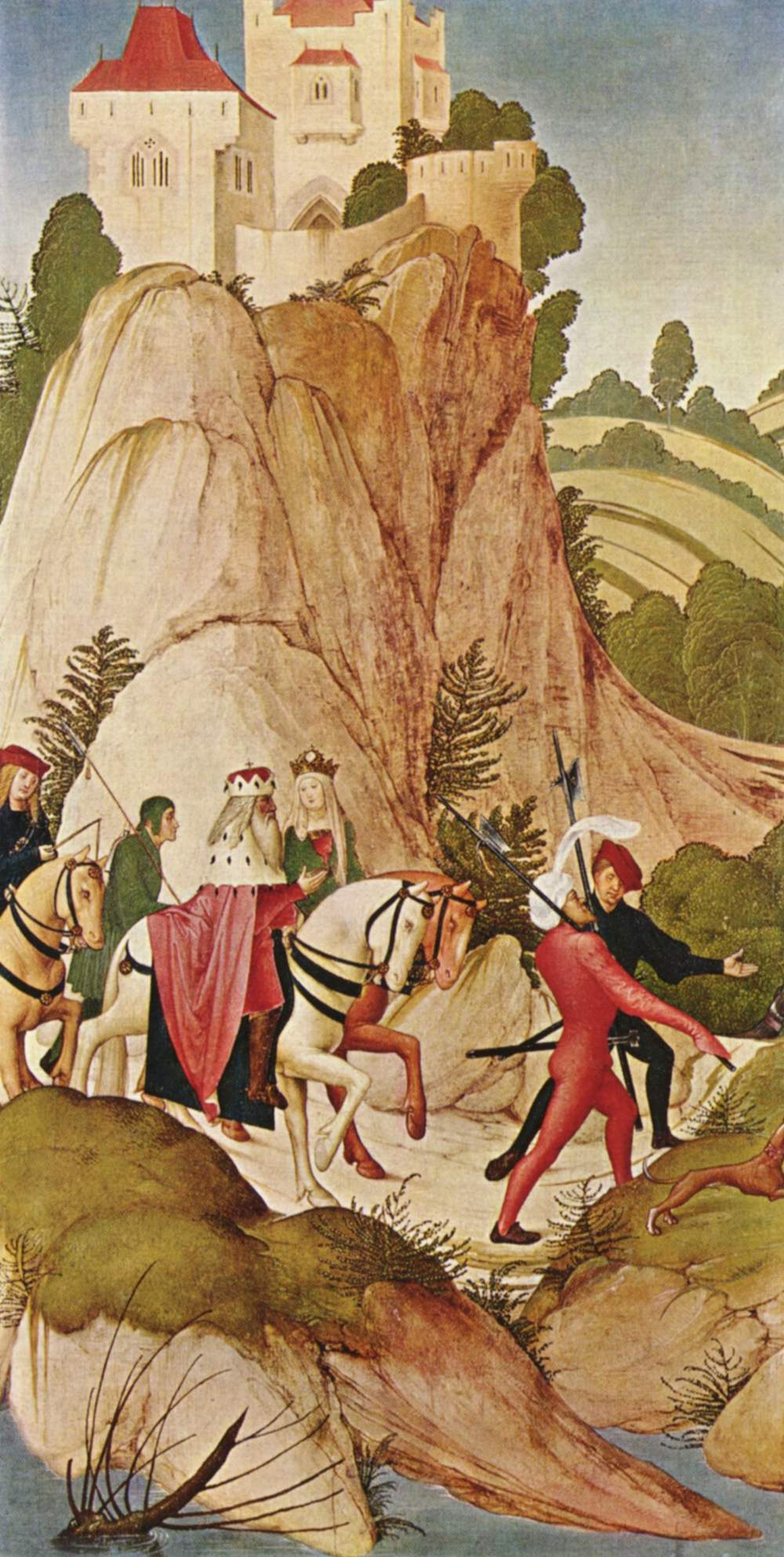
Particolare dalle Storie di San Leopoldo, 1507

Figlio di Rueland Frueauf il Vecchio e da lui influenzato, trova una propria voce pittorica con le Quattro storie della Passione (1499), espressa appieno con le successive Quattro storie del Battista, dove viene manifestato lo sguardo fiabesco di Rueland, confermato nelle Storie di San Leopoldo (1507).
È considerato dalla critica parte della scuola danubiana.
Tutte le sue opere si trovano oggi nell'abbazia di Klosterneuburg, vicino a Vienna.